# Rimae Herigonius
|  |  |

Las rimae Herigonius son un conjunto de grietas lineales de la Luna. Llevan el nombre del cráter Herigonius, que está situado unos 90 km hacia el oeste, próximo al interior del arco más cerrado que describe el sistema de grietas. Su nombre procede del astrónomo y matemático francés Pierre Hérigone (1580-1643).
La grieta, muy ramificada, tiene unos 180 km de longitud, con una anchura de aproximadamente 1 km y un trazado muy sinuoso, similar a una sucesión de pronunciados meandros. Su forma aproximada es de "Y", con dos ramas que confluyen desde el norte. Un elemento singular es una depresión de forma aproximadamente rectangular situada entre la propia rima y el cráter satélite Gassendi A. Desde la Tierra, solo se puede observar con un telescopio potente con condiciones de luz adecuadas.
El grupo de colinas y montículos entre Rimae Herigonius y Gassendi es a veces apodado la Langosta o el Trilobite, debido a su forma peculiar y reconocible. La peculiar "extensión" noreste de Rimae Herigonius, (11°45′S 35°45′O / -11.750, -35.750) (en Dorsa Ewing), se denomina generalmente Serpiente de Herigonius de acuerdo con la denominación acuñada por el observador lunar Danny Caes.
El nombre de la rima fue aprobado por la UAI en 1964, y no formaba parte de la nomenclatura original de la UAI compilada por Blagg y Müller en 1935.